# Magny-Lormes
Magny-Lormes är en kommun i departementet Nièvre i regionen Bourgogne-Franche-Comté i de centrala delarna av Frankrike. Kommunen ligger i kantonen Corbigny som tillhör arrondissementet Clamecy. År 2022 hade Magny-Lormes 68 invånare.

## Befolkningsutveckling
Antalet invånare i kommunen Magny-Lormes
| Referens: INSEE |